# جريدة الأيام (فلسطين)
جريدة "الأيام" الفلسطينية تُعد من أبرز الصحف اليومية السياسية في فلسطين، حيث تأسست في ديسمبر 1995، وتتخذ من مدينة رام الله، مقرًا لها. تصدر جريدة عن "مؤسسة الأيام للصحافة والطباعة والنشر والتوزيع"، ويرأس تحريرها الصحفي المعروف أكرم هنية.

## التوجه والمحتوى
تُعرف "الأيام" بتوجهها المؤيد للسلطة الوطنية الفلسطينية وحركة فتح، وتُعتبر من الصحف المستقلة التي تحظى بتمويل من السلطة الفلسطينية.
تغطي الجريدة مجموعة واسعة من المواضيع، بما في ذلك الشؤون المحلية الفلسطينية، والأحداث العربية والدولية، والاقتصاد، والثقافة، والرياضة.

## الحضور والتوزيع
تُعتبر "الأيام" ثاني أكبر صحيفة يومية من حيث التوزيع في فلسطين. 

## مواقف بارزة
في فبراير 2008، أصدرت محكمة تابعة لحركة حماس في غزة قرارًا بحظر توزيع "الأيام" في القطاع، بعد نشرها كاريكاتيرًا ساخرًا من نواب حماس ورئيس وزرائها إسماعيل هنية. تم الحكم على رئيس التحرير أكرم هنية والرسام بالسجن غيابيًا. أدان نقابة الصحفيين الفلسطينيين هذا القرار. وفي مايو 2014، عادت الجريدة للتوزيع في غزة بعد اتفاق وحدة بين حماس ومنظمة التحرير الفلسطينية. 

## وصلات خارجية
- الأيام
- هوية الأيام[وصلة مكسورة]